# Werner Otto Bachmann
Werner Otto Bachmann (* 9. September 1890 in Plauen im Vogtland; † 1953) war ein deutscher Mediziner und Hochschullehrer.

## Leben

### Familie
Werner Otto Bachmann war der Sohn von Ewald Theodor Bachmann (* 31. März 1850 in Riesa; † 30. April 1937 in Kiel), Oberlehrer und Flechtenforscher, und dessen Ehefrau Margarete (geb. Sachse) (* 1. April 1856 in Bütow (heute Bytów) in Pommern).
Er war verheiratet und hatte ein Kind.
Von 1937 bis 1938 wohnte er in Kiel in der Moltkestr. 28 und von 1938 bis 1944 in der Caprivistraße 9.

### Werdegang
Werner Otto Bachmann besuchte von 1900 bis 1909 die Schule in Plauen. Er immatrikulierte sich 1909 zu einem Studium der Medizin an der Universität Leipzig; er setzte das Studium bis 1914 an der Universität Berlin sowie an der Universität Erlangen fort. Seit dem Studium gehörte er der Burschenschaft Germania Erlangen an.
Von 1914 bis 1919 leistete er seinen Kriegsdienst und promovierte 1919 mit seiner Dissertation Das Aëronom. Ein neuer Apparat zur Bestimmung des Kohlensäuregehaltes der Luft an der medizinischen Fakultät der Universität Leipzig.
Von 1919 bis 1920 war er wissenschaftlicher Assistent für Hygiene an der Universität Erlangen, bevor er bis 1926 wissenschaftlicher Assistent für Hygiene an der Akademie für praktische Medizin (heute Heinrich-Heine-Universität Düsseldorf) und darauf bis 1928 in gleicher Funktion an der Universität Königsberg angestellt war. 1928 erfolgte dort seine Ernennung zum außerordentlichen Professor für Hygiene.
Er wurde 1936 Vertretungsprofessor für Bakteriologie und Hygiene im Hygienischen Institut der Medizinischen Fakultät an der Universität Kiel und dort 1937 ordentlicher Professor für Bakteriologie; auf diesem Lehrstuhl blieb er bis zu seiner Emeritierung 1954; in dieser Zeit war er von 1941 bis 1945 Senatsmitglied der Universität.
Von 1945 bis 1947 befand er sich im Internierungslager.

### Rassenpolitische Funktion in der Zeit des Nationalsozialismus
Werner Otto Bachmann war Vorsitzender der Deutschen Gesellschaft für Rassenhygiene in Königsberg und von 1934 bis 1945 Gaubeauftragter des Rassenpolitischen Amtes der NSDAP bei der Gauleitung und Gauabteilungsleiter für Bevölkerungs- und Rassenpolitik sowie Schulreferent bei der dortigen Gau- und Kreisleitung.
In Kiel war er Referent für Rassefragen beim Gaupropaganda- und Gaupresseamt im Niemannsweg 160 in Kiel.

## Mitgliedschaften
Werner Otto Bachmann war Mitglied des Ausschusses zur Krebsbekämpfung beim Landeshauptmann der Provinz Ostpreußen, sowie ehrenamtliches Mitglied des Ausschusses zur Bekämpfung ansteckender Krankheiten beim Magistrat Königsberg sowie Mitglied des Führerkreises der Dozentenschaft und der engeren medizinischen Fakultät der Universität Königsberg.
Er trat zum 1. Mai 1933 der NSDAP bei (Mitgliedsnummer 1.845.682) und war Blockleiter einer Ortsgruppe sowie von 1937 bis 1945 Gauamtsleiter in Kiel.
Er war Förderndes Mitglied der SS.

## Schriften (Auswahl)
- Das Aëronom. Ein neuer Apparat zur Bestimmung des Kohlensäuregehaltes der Luft. Berlin und Leipzig, 1919.